# Panhu
A panhu (板胡, banhu) egy kéthúros vonós hangszer éles, erős hanggal. Nevében a hu (胡) szótag jelöli, hogy a hu-csin (huqin) csoportba tartozó  kínai hangszer, a ban (板) szótag – deszka – pedig a hangszer farezonátorára utal.
A hangszer nyaka egyenes, a nyak tövében pedig egy kör keresztmetszetű, lapos, henger alakú, apró fadoboz található, amely rezonátorként üzemel. Két húrja egymástól kvint, vagy kvart távolságban van hangolva. Mivel a húrok hangja ujjal nem módosítható, a hang megváltoztatásához a húrok nyomását kell változtatni a vonóval.
A panhu (banhu)t szólóhangszerként vagy más kínai vonós hangszerrel együtt használják.